# Peter Schlütter
Peter Schlütter (Copenhague, 25 de novembro de 1893 — 6 de abril de 1959) foi um velejador dinamarquês, medalhista olímpico. Ele competiu nos Jogos Olímpicos de Verão de 1928 na classe 6 Metre e conquistou a medalha de prata na disputa a bordo do Hi-Hi com Vilhelm Vett, Aage Høy-Petersen e Niels Otto Møller.